# مزينة (قبيلة)
مُزَيْنَةُ قبيلة خندفية مضرية من القبائل العربية القديمة وتسكن في المملكة العربية السعودية وهو موطنها الأصلي وتحديدا الحجاز ونجد.

## أقرب القبائل نسبا لقبيلة مزينة
أقرب القبائل نسبا لمزينة هي قبيلة بني تميم، فهم بنو عمرو بن أدّ بن طابخة بن إلياس بن مضر، ويليهم في القرابة قبيلة هذيل، وقبيلة كنانة التي منها قريش، وقبيلة بني أسد.

## إسلامهم
كانت قبيلة مزينة تتخذ منازلها قريبا من يثرب على الطريق الممتدة بين المدينة المنورة ومكة المكرمة. 
وكان الرسول ﷺ عليه قد هاجر إلى المدينة وجعلت أخباره تصل تباعا إلى مزينة مع الغادين والرائحين فلا تسمع عنه إلا خيرا.
وفي ذات عشية جلس سيد القوم النعمان بن مقرن المزني في ناديه مع إخوانه ومشيخة قبيلته فقال لهم : 
يا قوم، والله ما علمنا عن محمد إلا خيرا ولا سمعنا من دعوته إلا مرحمة وإحسانا وعدلا فما بالنا نبطئ عنه والناس إليه يسرعون ؟ ثم أتبع يقول:
أما أنا فقد عزمت على أن أغدوا عليه إذا أصبحت فمن شاء منكم أن يكون معي فليتجهز. 
وكأنما مست كلمات النعمان وترا مرهفا في نفوس القوم فما إن طلع الصباح حتى وجد إخوته العشرة وأربع مئة فارس من فرسان مزينة قد جهزوا أنفسهم للمضي معه إلى يثرب للقاء النبي ﷺ والدخول في دين الله.
بيدا أن النعمان استحى أن يفد مع هذا الجمع الحاشد على النبي ﷺ دون أن يحمل له وللمسلمين شيئا في يده. لكن السنة الشهباء المجدبة التي مرت مزينة لم تترك لها ضرعا ولا زرعا. فطاف النعمان ببيته وبيوت إخوته وجمع كل ما بقى لهم من غنيمات وساقها أمامه وقدم بها على رسول الله ﷺ وأعلن هو ومن معه إسلامهم بين يديه.
اهتزت يثرب من أقصاها إلى أقصاها فرحا ب النعمان بن مقرن وصحبه إذ لم يسبق لبيت من بيوت العرب أن اسلم منه أحد عشرا أخا من أب واحد ومعهم أربع مئة فارس.
وسر الرسول الكريم بإسلام النعمان أبلغ سرور.وتقبل الله  غنيماته، وأنزل فيه قرأنا فقال: 
﴿وَمِنْ الْأَعْرَابِ مَنْ يُؤْمِنُ بِاللَّهِ وَالْيَوْمِ الْآخِرِ وَيَتَّخِذُ مَا يُنفِقُ قُرُبَاتٍ عِنْدَ اللَّهِ وَصَلَوَاتِ الرَّسُولِ أَلَا إِنَّهَا قُرْبَةٌ لَهُمْ سَيُدْخِلُهُمْ اللَّهُ فِي رَحْمَتِهِ إِنَّ اللَّهَ غَفُورٌ رَحِيمٌ﴾

## بعض مناقب مزينة بالأحاديث النبوية
قال ابن كثير في البداية والنهاية: قال محمد بن عمر الواقدي، حدثنا كثير بن عبد الله المزني عن ابيه عن جده، قال: كان أول من وفد على رسول الله ﷺ من مضر أربعمائة من مزينة وذاك في رجب سنة خمس فجعل لهم رسول الله ﷺ الهجرة في دارهم «أنتم مهاجرون حيثُ كنتم فارجعوا إلى أموالكم».
- النعمان بن مقرن المزني أمير مزينة كان يوم إسلامه يومًا مشهودًا، فاهتزت المدينة فرحًا بهم، واستبشر بهم المسلمون، وقد هداه الله للإسلام، وهدى معه أهله وإخوته.إذ أسلم معه عشرة أخوة له ومعهم أربعمائة فارس بين يدي رسول الله فقال الرسول ﷺ فيهم: «إن للإيمان بيوتًا وللنفاق بيوتًا وإن بيـت بني مقرن من بيوت الإيمان».
- لما قدم الناس المدينة وكثروا بها قال الرسول ﷺ: (يرحم الله رجلا كفانا قومه) فقام سبيع بن نصر فقال: من كان هاهنا من مزينة فليقم فقامت حتى خف المجلس فقال الرسول ﷺ: (يرحم الله مزينة يرحم الله مزينة يرحم الله مزينة)[بحاجة لمصدر]
- عن أبي هريرة  قال قال النبي ﷺ: «قريش والأنصار وجهينة ومزينة وأسلم وغفار وأشجع موالي ليس لهم مولى دون الله ورسوله».
- وفِي الصَّحِيحَيْنِ عَنْ أَبِي هُرَيْرَةَ قَالَ: قَالَ رَسُولُ اللَّهِ ﷺ:(أَسْلَمُ؛ وَغِفَارٌ؛ وَجُهَيْنَةَ؛ وَمُزَيْنَةَ؛ خَيْرٌ عِنْدَ اللَّهِ يَوْمَ الْقِيَامَةِ مِنْ: تَمِيمٍ؛ وطَيِّئٍ؛ وَأَسَدِ بْنِ خُزَيْمَةَ؛ وَهَوَازِنَ؛ وَغَطَفَانَ)
- وقال ﷺ: «يتركون المدينة على خير ما كانت لا يغشاها إلا عوافي السباع والطير وآخر من يحشر راعيان من مزينة يريدان المدينة ينعقان بغنمهما فيجدانها وحوشا حتى إذا بلغا ثنية الوداع خرا على وجوههما»!!
- حَدَّثَنَا مُسَأوِرُ بْنُ شِهَابِ بْنِ مَسْرُورٍ، حَدَّثَنِي أَبِي شِهَابٌ، عن أَبِيهِ مَسْرُورِ بْنِ مُسَأوِرٍ، عن جَدِّهِ سَعْدِ بْنِ أَبِي الْغَادِيَةِ، عن أَبِيهِ، قَالَ: كَانَ النَّبِيُّ ﷺ فِي جَمَاعَةٍ مِنْ أَصْحَابِهِ جَالِسًا إِذْ مَرَّتْ بِهِ جَنَازَةٌ، فَقَالَ: «مِمَّنِ الْجَنَازَةِ؟» فَقَالُوا: مِنْ مُزَيْنَةَ، فَمَا جَلَسَ مَلِيًّا حَتَّى مَرَّتْ بِهِ الثَّانِيَةُ، فَقَالَ: «مِمَّنِ الثَّانِيَةُ؟» فَقَالُوا: مِنْ مُزَيْنَةَ، فَمَا جَلَسَ مَلِيًّا حَتَّى مَرَّتْ بِهِ الثَّالِثَةُ، فَقَالَ: «مِمَّنِ الْجَنَازَةُ؟» فَقَالُوا: مِنْ مُزَيْنَةَ، فَقَالَ: «سِيرِي مُزَيْنَةُ مَا هَاجَرَتْ فِتْيَانٌ كَرُّوا عَلَى اللَّهِ إِلا كَانَ أَسْرَعَهُمْ فَنَاءً، سِيرِي مُزَيْنَةُ مَا هَاجَرْتِ لا يُدْرِكُ الدَّجَّالَ مِنْهُمْ أَحَدٌ».

## قبيلة مزينة والشعر بالجاهلية والإسلام
كان عمر بن الخطاب شديد الأعجاب بالشاعر المزني زهير بن ابي سلمى وأكد هذا ابن عباس إذ قال: خرجت مع عمر بن الخطاب في أول غزوة غزاها فقال لي: أنشدني لشاعر الشعراء، قلت: "ومن هو يا أمير المؤمنين؟" قال: ابن أبي سُلمى، قلت: وبم صار كذلك؟ قال: لا يتبع حوشي الكلام ولا يعاظل في المنطق، ولا يقول إلا ما يعرف ولا يمتدح أحداً إلا بما فيه".
وأيّد هذا الرأي كثرة بينهم عثمان بن عفان، وعبد الملك بن مروان، وآخرون
وأيضا كان معاوية بن ابي سفيان يفضل مزينة بالشعر ويقول : كان اشعر أهل الجاهلية منهم وهو زهير.
وكان اشعر أهل الإسلام منهم وهو كعب ومعن بن اوس وزاد في الأصابه قول معاوية فضل المزنيون الشعراء في الجاهلية والإسلام.
ومن شعراء مزينه : 
حكيم الشعراء زهير بن أبي سلمى
وابنه شاعر الأسلام المخضرم كعب بن زهير
والشاعر الصحابي المخضرم الذي عاصر الجاهلية وأدرك الإسلام معن بن أوس
ومن قصائده:

## من أعلام مزينة
- زهير بن أبي سلمى
- كعب بن زهير
- معن بن أوس
- النعمان بن مقرن المزني
- نعيم بن مقرن المزني
- سويد بن مقرن
- إسماعيل بن يحيى المزني
- إياس بن معاوية المزني
- بكر بن عبد الله المزني
- عبد الله بن مغفل
- معقل بن يسار
- معاوية بن قرة المزني
- عمرو بن عوف المزني
- صخر بن هلال المزني[4]